# Promoniliformis ovocristatus
Promoniliformis ovocristatus är en hakmaskart som först beskrevs av Otto Friedrich Bernhard von Linstow 1897.  Promoniliformis ovocristatus ingår i släktet Promoniliformis och familjen Moniliformidae. Inga underarter finns listade i Catalogue of Life.